# IC 3853
IC 3853 је елиптична галаксија у сазвјежђу Ловачки пси која се налази на листи објеката дубоког неба у Индекс каталогу.
Деклинација објекта је + 38° 49' 46" а ректасцензија 12h 53m 10,5s. Привидна величина (магнитуда) објекта IC 3853 износи 16,0 а фотографска магнитуда 17,0.